# National Premier Soccer League
La National Premier Soccer League (NPSL) es de manera oficial la cuarta división de fútbol en los Estados Unidos, y sus equipos además participan en la U.S. Open Cup.

## Historia
La NPSL se fundó en 2003 con el nombre de Men's Professional Soccer League (MPSL) como la liga masculina de la Women's Premier Soccer League. En 2005 cambió de denominación a la actual, National Premier Soccer League (NPSL) y aumentó el número de equipos.

## Formato
La liga se divide en cuatro regiones (Nordeste, Sur, Oeste Medio y Oeste). Cada región tiene tres o cuatro conferencias.
La temporada regular se disputa entre mayo y julio, excepto en la región del Oeste, que comienza a finales de marzo. Los primeros clasificados en cada conferencia disputan los playoffs hasta conseguir un campeón de cada región. Los cuatro campeones regionales disputan las semifinales que dan el pase a la final donde se proclama el campeón de la liga.
Ocho equipos de la NPSL se clasifican para la Lamar Hunt U.S. Open Cup.

## Equipos temporada 2024
| Equipo                                                                        | Ciudad                                                      | Estadio                                                     | Fundación                                                   | Primera temporada en la NPSL                                |
| Región Nordeste (Northeast Region)                                            | Región Nordeste (Northeast Region)                          | Región Nordeste (Northeast Region)                          | Región Nordeste (Northeast Region)                          | Región Nordeste (Northeast Region)                          |
| Conferencia del Atlantico Norte (North Atlantic Conference)                   | Conferencia del Atlantico Norte (North Atlantic Conference) | Conferencia del Atlantico Norte (North Atlantic Conference) | Conferencia del Atlantico Norte (North Atlantic Conference) | Conferencia del Atlantico Norte (North Atlantic Conference) |
| ----------------------------------------------------------------------------- | ----------------------------------------------------------- | ----------------------------------------------------------- | ----------------------------------------------------------- | ----------------------------------------------------------- |
| Hartford City FC                                                              | Hartford, Connecticut                                       | Trinity Health Stadium                                      | 2015                                                        | 2017                                                        |
| Kingston Stockade FC                                                          | Kingston, Nueva York                                        | Dietz Stadium                                               | 2015                                                        | 2016                                                        |
| New Jersey United AC                                                          | Holmdel, Nueva Jersey                                       | Roggy Field                                                 | 2024                                                        | 2024                                                        |
| New York Shockers                                                             | Albany, Nueva York                                          | Afrim's Sports Park                                         | 2021                                                        | 2021                                                        |
| Syracuse FC                                                                   | Syracuse, Nueva York                                        | David W. Murphy Field                                       | 2017                                                        | 2017                                                        |
| Valeo FC                                                                      | Newton, Massachusetts                                       | Solomon Schechter Day School                                | 2008                                                        | 2020                                                        |
| Conferencia de Keystone Este (Keystone East Conference)                       |                                                             |                                                             |                                                             |                                                             |
| Atlantic City FC                                                              | Galloway, Nueva Jersey                                      | Stockton University                                         | 2017                                                        | 2018                                                        |
| Jackson Lions FC                                                              | Toms River, Nueva Jersey                                    | Donovan Catholic High School                                | 2014                                                        | 2022                                                        |
| FC Monmouth                                                                   | Red Bank, Nueva Jersey                                      | Count Basie Park                                            | 2017                                                        | 2018                                                        |
| FC Motown                                                                     | Madison, Nueva Jersey                                       | Ranger Stadium                                              | 2012                                                        | 2013                                                        |
| Philadelphia Union Development Squad                                          | Wayne, Pensilvania                                          | YSC Sports Complex                                          | 2023                                                        | 2023                                                        |
| West Chester Predators                                                        | West Chester, Pensilvania                                   | West Chester United Turf Field                              | 1976                                                        | 2024                                                        |
| Conferencia de Keystone Oeste (Keystone West Conference)                      |                                                             |                                                             |                                                             |                                                             |
| Electric City Shock                                                           | Scranton, Pensilvania                                       | Fitzpatrick Field                                           | 2013                                                        | 2014                                                        |
| First State FC                                                                | Wilmington, Delaware                                        | Abessinio Stadium                                           | 2019                                                        | 2020                                                        |
| Hershey FC                                                                    | Hershey, Pensilvania                                        | Hershey High School Stadium                                 | 2013                                                        | 2013                                                        |
| Pennsylvania Classics                                                         | Manheim, Pensilvania                                        | Spooky Nook Sports Lancaster                                | 2004                                                        | 2022                                                        |
| Philadelphia Ukrainian Nationals                                              | Filadelfia, Pensilvania                                     | Ukrainian American Sport Center                             | 1950                                                        | 2022                                                        |
| West Chester United SC                                                        | West Chester, Pensilvania                                   | Ciccarone Field                                             | 1976                                                        | 2017                                                        |
| Conferencia del Atlántico Medio (Mid-Atlantic Conference)                     |                                                             |                                                             |                                                             |                                                             |
| Alexandria Reds                                                               | Alexandria, Virginia                                        | Limerick Field                                              | 1970                                                        | 2022                                                        |
| Alexandria Rough Diamonds                                                     | Washington D. C.                                            | Catholic University of America                              | 2016                                                        | 2023                                                        |
| Annapolis Blues FC                                                            | Annapolis, Maryland                                         | Navy-Marine Corps Memorial Stadium                          | 2022                                                        | 2023                                                        |
| DMV Elite FC                                                                  | Bladensburg, Maryland                                       | Bladensburg High School                                     | 2022                                                        | 2024                                                        |
| FC Frederick                                                                  | Frederick, Maryland                                         | Thomas Athletic Field                                       | 1986                                                        | 2015                                                        |
| Grove Soccer United                                                           | Glen Allen, Virginia                                        | Deep Run High School                                        | 2021                                                        | 2022                                                        |
| Virginia Beach City FC                                                        | Norfolk, Virginia                                           | Powhatan Field                                              | 2013                                                        | 2014                                                        |
| Virginia Dream FC                                                             | Falls Church, Virginia                                      | Meridian High School                                        | 2022                                                        | 2023                                                        |
| Región Sur (South Region)                                                     |                                                             |                                                             |                                                             |                                                             |
| Conferencia de la Costa del Golfo y Sunshine (Gulf Coast Sunshine Conference) |                                                             |                                                             |                                                             |                                                             |
| Columbus United                                                               | Columbus, Georgia                                           | Kinnett Stadium                                             | 2023                                                        | 2024                                                        |
| Global Soccer Pathways                                                        | Naples, Florida                                             | Community School of Naples                                  |                                                             |                                                             |
| Jacksonville Armada U-23                                                      | Jacksonville, Florida                                       | Southern Oak Stadium                                        | 2010                                                        | 2016                                                        |
| Miami Dutch Lions FC                                                          | Olympia Heights, Florida                                    | Tropical Park Stadium                                       | 2019                                                        | 2020                                                        |
| Naples United FC                                                              | Naples, Florida                                             | Fleischmann Park                                            | 2017                                                        | 2017                                                        |
| New Orleans Jesters                                                           | Nueva Orleans, Luisiana                                     | Pan American Stadium                                        | 2003                                                        | 2013                                                        |
| Pensacola FC                                                                  | Pensacola, Florida                                          | Ashton Brosnaham Stadium                                    | 2013                                                        | 2020                                                        |
| Tallahassee SC                                                                | Tallahassee, Florida                                        | Gene Cox Stadium                                            | 2018                                                        | 2020                                                        |
| Conferencia Lone Star (Lone Star Conference)                                  |                                                             |                                                             |                                                             |                                                             |
| Austin United FC                                                              | Round Rock, Texas                                           | Round Rock Multipurpose Sports Complex                      | 2017                                                        | 2020                                                        |
| FC Brownsville                                                                | Brownsville, Texas                                          | Brownsville Sports Park                                     | 2018                                                        | 2018                                                        |
| CF10 Houston FC                                                               | Katy, Texas                                                 | British International School of Houston                     | 2017                                                        | 2018                                                        |
| Denton Diablos FC                                                             | Denton, Texas                                               | Texas Woman's University                                    | 2018                                                        | 2019                                                        |
| Fort Worth Vaqueros FC                                                        | Fort Worth, Texas                                           | W.O. Barnes Memorial Stadium                                | 2014                                                        | 2014                                                        |
| Laredo Heat SC                                                                | Laredo, Texas                                               | Texas A&M International University Soccer Complex           | 2004                                                        | 2018                                                        |
| Lubbock Matadors SC                                                           | Lubbock, Texas                                              | Lowrey Field at Plains Capital Park                         | 2021                                                        | 2022                                                        |
| West Texas FC                                                                 | Midland, Texas                                              | Astound Broadband Stadium                                   | 2023                                                        | 2023                                                        |
| Conferencia Sureste (Southeast Conference)                                    |                                                             |                                                             |                                                             |                                                             |
| 865 Alliance FC                                                               | Knoxville, Tennessee                                        | TBD                                                         | 2008                                                        | 2023                                                        |
| Apotheos FC                                                                   | Kennesaw, Georgia                                           | Silverbacks Park                                            | 2021                                                        | 2022                                                        |
| Appalachian FC                                                                | Boone, Carolina del Norte                                   | Ted Mackorell Soccer Complex                                | 2020                                                        | 2021                                                        |
| Bristol Rhythm AFC                                                            | Bristol, Virginia                                           | Gene Malcolm Stadium                                        | 2024                                                        | 2024                                                        |
| Charlottetowne Hops FC                                                        | Charlotte, Carolina del Norte                               | OrthoCarolina Sportsplex                                    | 2023                                                        | 2023                                                        |
| Greenville United FC                                                          | Greenville, Carolina del Norte                              | John Paul II Catholic High School Athletic Campus           | 2020                                                        | 2023                                                        |
| Hickory FC                                                                    | Hickory, Carolina del Norte                                 | Moretz Stadium                                              |                                                             | 2024                                                        |
| Port City FC                                                                  | Wilmington, Carolina del Norte                              | Legion Stadium                                              | 2014                                                        | 2024                                                        |
| Región del Oeste Medio (Midwest Region)                                       |                                                             |                                                             |                                                             |                                                             |
| Conferencia Gateway (Gateway Conference)                                      |                                                             |                                                             |                                                             |                                                             |
| Club Atletico Saint Louis                                                     | St. Louis, Misuri                                           | Creve Couer Soccer Complex                                  | 2016                                                        | 2022                                                        |
| Des Moines United FC                                                          | West Des Moines, Iowa                                       | MidAmerican Recplex                                         | 2017                                                        | 2023                                                        |
| Ehtar Belleville FC                                                           | Belleville, Illinois                                        | Valley of the Kings Campus                                  | 2023                                                        | 2023                                                        |
| FC Milwaukee Torrent                                                          | Wauwatosa, Wisconsin                                        | Hart Park                                                   | 2015                                                        | 2016                                                        |
| Gio's Lions SC Chicago                                                        | Chicago, Illinois                                           |                                                             |                                                             | 2024                                                        |
| Kansas City Sol                                                               | Parkville, Misuri                                           | Julian Field                                                | 2023                                                        | 2023                                                        |
| Sunflower State FC                                                            | Overland Park, Kansas                                       | Mill Valley High School Field                               | 2020                                                        | 2022                                                        |
| Wisconsin Conquerors FC                                                       | Marshfield, Wisconsin                                       | Kenneth & Ardyce Heiting Community Stadium                  |                                                             | 2024                                                        |
| Conferencia de los Grandes Lagos (Great Lakes Conference)                     |                                                             |                                                             |                                                             |                                                             |
| Akron City FC                                                                 | Akron, Ohio                                                 | Green Street Stadium                                        | 2021                                                        | 2022                                                        |
| Cleveland SC                                                                  | Berea, Ohio                                                 | Georgie Finnie Stadium                                      | 2018                                                        | 2018                                                        |
| Erie Commodores FC                                                            | Erie, Pensilvania                                           | Saxon Stadium                                               | 2009                                                        | 2009                                                        |
| Flower City Union                                                             | Rochester, Nueva York                                       | Rochester Community Sports Complex Stadium                  | 2020                                                        | 2024                                                        |
| Michigan Rangers FC                                                           | Grand Rapids, Michigan                                      | Davenport University Farmers Insurance Athletic Complex     |                                                             | 2024                                                        |
| Niagara 1812                                                                  | Niagara Falls, Nueva York                                   |                                                             |                                                             | 2024                                                        |
| Southern Indiana Guardians FC                                                 | Sur de Indiana                                              |                                                             |                                                             | 2024                                                        |
| Steel City FC                                                                 | Pittsburgh, Pensilvania                                     | Founders Field                                              | 2019                                                        | 2019                                                        |
| Conferencia de Heartland (Heartland Conference)                               |                                                             |                                                             |                                                             |                                                             |
| Arkansas Wolves FC                                                            | Little Rock, Arkansas                                       | Scott Field                                                 | 2018                                                        | 2021                                                        |
| Demize NPSL                                                                   | Springfield, Misuri                                         | Cooper Stadium                                              | 2014                                                        | 2014                                                        |
| OKC 1889 FC                                                                   | Oklahoma City, Oklahoma                                     | Brian Harvey Field                                          | 2017                                                        | 2021                                                        |
| Tulsa Athletic                                                                | Tulsa, Oklahoma                                             | Hicks Park                                                  | 2013                                                        | 2013                                                        |
| Conferencia Norte (North Conference)                                          |                                                             |                                                             |                                                             |                                                             |
| Dakota Fusion FC                                                              | Fargo, Dakota del Norte                                     | Jim Gotta Stadium                                           | 2015                                                        | 2017                                                        |
| Duluth FC                                                                     | Duluth, Minnesota                                           | Public Schools Stadium                                      | 2015                                                        | 2017                                                        |
| Joy St. Louis Park                                                            | St. Louis Park, Minnesota                                   | Oriole Stadium                                              | 2021                                                        | 2021                                                        |
| Minnesota Blizzard FC                                                         | Lakeville, Minnesota                                        | Lakeville North High School Stadium                         |                                                             | 2024                                                        |
| Minnesota TwinStars FC                                                        | Brooklyn Park, Minnesota                                    | Park Center Senior High School                              | 1997                                                        | 2022                                                        |
| Sioux Falls Thunder FC                                                        | Sioux Falls, Dakota del Sur                                 | Harrisburg High School                                      | 2016                                                        | 2016                                                        |
| Siouxland United FC                                                           | Sioux City, Iowa                                            | Bishop Heelan Memorial Field                                | 2023                                                        | 2024                                                        |
| Región Oeste (West Region)                                                    |                                                             |                                                             |                                                             |                                                             |
| Conferencia del Golden Gate (Golden Gate Conference)                          |                                                             |                                                             |                                                             |                                                             |
| California Odyssey SC                                                         | Madera, California                                          | Madera South HS Stadium                                     | 2002                                                        | 2023                                                        |
| El Farolito SC                                                                | San Francisco, California                                   | Boxer Stadium                                               | 1985                                                        | 2018                                                        |
| Napa Valley 1839 FC                                                           | Napa, California                                            | Dodd Stadium                                                | 2016                                                        | 2017                                                        |
| Oakland SC                                                                    | Oakland, California                                         | Oakland Tech                                                | 1974                                                        | 2022                                                        |
| Oakland Stompers                                                              | Oakland, California                                         | Raimondi Park                                               | 2009                                                        | 2021                                                        |
| Sacramento Gold FC                                                            | Sacramento, California                                      | Capital Christian Stadium                                   | 2009                                                        | 2010                                                        |
| San Ramon FC                                                                  | San Ramón, California                                       | Dougherty Valley High School                                | 1973                                                        | 2023                                                        |
| Conferencia Suroeste (Southwest Conference)                                   |                                                             |                                                             |                                                             |                                                             |
| FCAZ Tucson                                                                   | Tucson, Arizona                                             | Kino Sports Complex                                         |                                                             |                                                             |
| FC Arizona                                                                    | Gilbert, Arizona                                            | Campo Verde High School                                     | 2016                                                        | 2017                                                        |
| Glendale Lions FC                                                             | Glendale, California                                        | Herbert Hoover High School                                  |                                                             |                                                             |
| Las Vegas Knights FC                                                          | Las Vegas, Nevada                                           |                                                             |                                                             |                                                             |
| Las Vegas Legends                                                             | Las Vegas, Nevada                                           | Peter Johann Memorial Field                                 | 2012                                                        | 2020                                                        |
| Lions United                                                                  | Glendale, California                                        | Glendale Community College                                  | 2021                                                        | 2022                                                        |

### Clubes futuros
| Equipo           | Ciudad              | Estadio        | Fundado | Entrará a la NPSL |
| ---------------- | ------------------- | -------------- | ------- | ----------------- |
| North Alabama SC | Huntsville, Alabama | John Hunt Park | 2008    | 2020              |

## Campeones por temporada
| Temporada | Campeón                               | Resultado                             | Subcampeón                            |
| --------- | ------------------------------------- | ------------------------------------- | ------------------------------------- |
| 2003      | Arizona Sahuaros                      | 2–1 (pro.)                            | Utah Salt Ratz                        |
| 2004      | Utah Salt Ratz                        | 4–2                                   | Arizona Sahuaros                      |
| 2005      | Detroit Arsenal                       | 1–0                                   | Sonoma County Sol                     |
| 2006      | Sacramento Knights                    | 2–1                                   | Princeton 56ers                       |
| 2007      | Southern California Fusion            | 1–0                                   | Queen City FC                         |
| 2008      | Pennsylvania Stoners                  | 3–0                                   | Minnesota TwinStars FC                |
| 2009      | Sonoma County Sol                     | 2–1                                   | Erie Admirals SC                      |
| 2010      | Sacramento Gold                       | 3–1                                   | Chattanooga FC                        |
| 2011      | Jacksonville United                   | 3–2                                   | Hollywood United Hitmen               |
| 2012      | FC Sonic                              | 1–0                                   | Chattanooga FC                        |
| 2013      | RVA Football Club                     | 2–0                                   | Sonoma County Sol                     |
| 2014      | New York Red Bulls Sub-23             | 3–1                                   | Chattanooga FC                        |
| 2015      | New York Cosmos B                     | 3–2 (pro.)                            | Chattanooga FC                        |
| 2016      | AFC Cleveland                         | 4–2                                   | Sonoma County Sol                     |
| 2017      | Elm City Express                      | 5–0                                   | Midland-Odessa FC                     |
| 2018      | Miami FC 2                            | 3–1                                   | FC Motown                             |
| 2019      | Miami FC                              | 3–1                                   | New York Cosmos B                     |
| 2020      | Cancelado por la Pandemia de COVID-19 | Cancelado por la Pandemia de COVID-19 | Cancelado por la Pandemia de COVID-19 |
| 2021      | Denton Diablos FC                     | 5-2                                   | Tulsa Athletic                        |
| 2022      | FC Motown                             | 4-3                                   | Crossfire Redmond                     |
| 2023      | Tulsa Athletic                        | 1-1 (8-7)                             | Apotheos FC                           |
| 2024      | El Farolito SC                        | 2-1                                   | FC Motown                             |

### Títulos por equipo
| Equipo                     | Títulos | Subtítulos | Años campeón | Años subcampeón        |
| -------------------------- | ------- | ---------- | ------------ | ---------------------- |
| Miami FC                   | 2       | -          | 2018, 2019   | ----                   |
| Sonoma County Sol          | 1       | 3          | 2009         | 2005, 2013, 2016       |
| Arizona Sahuaros           | 1       | 1          | 2003         | 2004                   |
| New York Cosmos B          | 1       | 1          | 2015         | 2019                   |
| Utah Salt Ratz             | 1       | 1          | 2004         | 2003                   |
| Tulsa Athletic             | 1       | 1          | 2023         | 2021                   |
| Detroit Arsenal            | 1       | -          | 2005         | ----                   |
| Sacramento Knights         | 1       | -          | 2006         | ----                   |
| Southern California Fusion | 1       | -          | 2007         | ----                   |
| Pennsylvania Stoners       | 1       | -          | 2008         | ----                   |
| Sacramento Gold            | 1       | -          | 2010         | ----                   |
| Jacksonville United        | 1       | -          | 2011         | ----                   |
| FC Sonic                   | 1       | -          | 2012         | ----                   |
| RVA                        | 1       | -          | 2013         | ----                   |
| New York Red Bulls Sub-23  | 1       | -          | 2014         | ----                   |
| AFC Cleveland              | 1       | -          | 2016         | ----                   |
| Elm City Express           | 1       | -          | 2017         | ----                   |
| Denton Diablos FC          | 1       | -          | 2021         | ----                   |
| El Farolito SC             | 1       | -          | 2024         | ----                   |
| Chattanooga FC             | -       | 4          | ----         | 2010, 2012, 2014, 2015 |
| FC Motown                  | -       | 2          | ----         | 2018, 2024             |
| Princeton 56ers            | -       | 1          | ----         | 2006                   |
| Queen City FC              | -       | 1          | ----         | 2007                   |
| Minnesota Twin Stars       | -       | 1          | ----         | 2008                   |
| Erie Admirals SC           | -       | 1          | ----         | 2009                   |
| Hollywood United Hitmen    | -       | 1          | ----         | 2011                   |
| Midland-Odessa FC          | -       | 1          | ----         | 2017                   |
| Apotheos FC                | -       | 1          | ----         | 2023                   |